# آرثر زانتي
آرثر زانتي (بالبرتغالية: Arthur Zanetti‏) هو لاعب جمباز فني برازيلي، ولد في 16 أبريل 1990 في ساو كايتانو دو سول في البرازيل.

## وصلات خارجية
- الموقع الرسمي
- آرثر زانتي على موقع الاتحاد الدولي للجمباز (licence) (الإنجليزية)
- آرثر زانتي على موقع الاتحاد الدولي للجمباز (biography) (الإنجليزية)
- آرثر زانتي على موقع اللجنة الأولمبية الدولية (الإنجليزية)
- آرثر زانتي على موقع أوليمبيديا (الإنجليزية)
- آرثر زانتي على موقع اللجنة الأولمبية البرازيلية (البرتغالية)